# Dutty Rock
Dutty Rock – drugi studyjny album jamajskiego piosenkarza reggae i dancehall – Seana Paula. Został wydany 12 listopada 2002 roku. Singlami promującymi album były utwory: „Gimme the Light”, „Like Glue” i „I’m Still in Love with You”, wszystkie dotarły do 6. miejsca notowania UK Singles Chart.
Album dotarł do 2. miejsca notowania UK Albums Chart i 9. miejsca Billboard 200. Kompozycji sprzedano 65.000 egzemplarzy w pierwszym tygodniu. Dutty Rock okazał się prawdziwym sukcesem komercyjnym, sprzedano ponad 6 milionów egzemplarzy na całym świecie.
W 2003 r. ukazała się reedycja tego albumu. Kompozycja była pozbawiona skitów; utworem bonusowym (a jednocześnie singiel) był „Baby Boy" z gościnnym udziałem Beyoncé Knowles. Utwór stał się jednym z największych hitów w 2003 r. Sprzedano wtedy ponad 2 milionów egzemplarzy tej kompozycji w Stanach Zjednoczonych, co pomogło zdobyć Paulowi nagrodę Grammy.

## Lista utworów
1. „Dutty Rock Intro”
2. „Shout (Street Respect)”
3. „Gimme the Light”
4. „Like Glue”
5. „Get Busy”
6. „Baby Boy” (featuring Beyoncé Knowles)
7. „Top of the Game" (featuring Rahzel)
8. „Police Skit”
9. „Ganja Breed” (featuring Chico)
10. „Concrete”
11. „I’m Still in Love with You” (featuring Sasha)
12. „International Affair” (featuring Debbie Nova)
13. „Can You Do the Work” (featuring Ce’Cile)
14. „Punkie”
15. „My Name”
16. „Jukin’ Punny”
17. „Uptown Haters Skit”
18. „Gimme The Light (Pass The Dro-Voisier Remix)” (featuring Busta Rhymes)
19. „Bubble” (featuring Fahrenheit)
20. „Esa Loca” (featuring Tony Touch & R.O.B.B.)
21. „It’s On”
22. „Punkie (Español)”
23. „Samfy I” (International Bonus Track)